# موشک‌های سری دلتا
موشک‌های سری دلتا (به انگلیسی: The Delta rocket family) نوعی موشک با سیستم راه‌اندازی مصرفی است که در ایالات متحده در حدود ۳۰۰ بار استفاده شده است که ۹۵ درصد موفقیت داشته‌اند. این موشک‌ها توسط سازمان یونایتد لانچ الاینس در ایالات متحده پرتاب می‌شوند.